# Louet (Adour)
Pour les articles homonymes, voir Louet.
Le Louet est un affluent gauche de l'Adour, aux confins des départements des Pyrénées-Atlantiques et des Hautes-Pyrénées, traversant l'enclave de Séron.

## Hydronymie
L'hydronyme du Louet appelle le même radical que Luy.
Il s'agit d'un dérivé du gaulois lovo « eau ».

## Géographie
Le Louet prend sa source à hauteur d'Aast dans l'est des Pyrénées-Atlantiques, puis s'écoule vers le nord, pour rejoindre l'Adour en Rivière-Basse (nord des Hautes-Pyrénées). Sa longueur est de 44,3 km.

### Communes et départements traversés
- Pyrénées-Atlantiques : Maure, Bédeille, Bentayou-Sérée, Pontiacq-Viellepinte, Saubole, Moncaup, Castéra-Loubix, Labatut-Figuières.
- Hautes-Pyrénées : Séron, Escaunets, Vidouze, Lascazères, Soublecause, Castelnau-Rivière-Basse, Villenave-près-Béarn, Gardères, Caussade-Rivière, Labatut-Rivière, Hagedet, Lahitte-Toupière, Sombrun, Hères.

## Principaux affluents
- (D) le ruisseau de Carbouère, à Sérée en provenance d'Aast.
- (D) l'Ayza (Laysa, le Layas), à Hères, en provenance de Pontiacq-Viellepinte.

(D) rive droite ; (G) rive gauche.

## Hydrologie

Sélection de vues du réservoir du Louet à Escaunets.
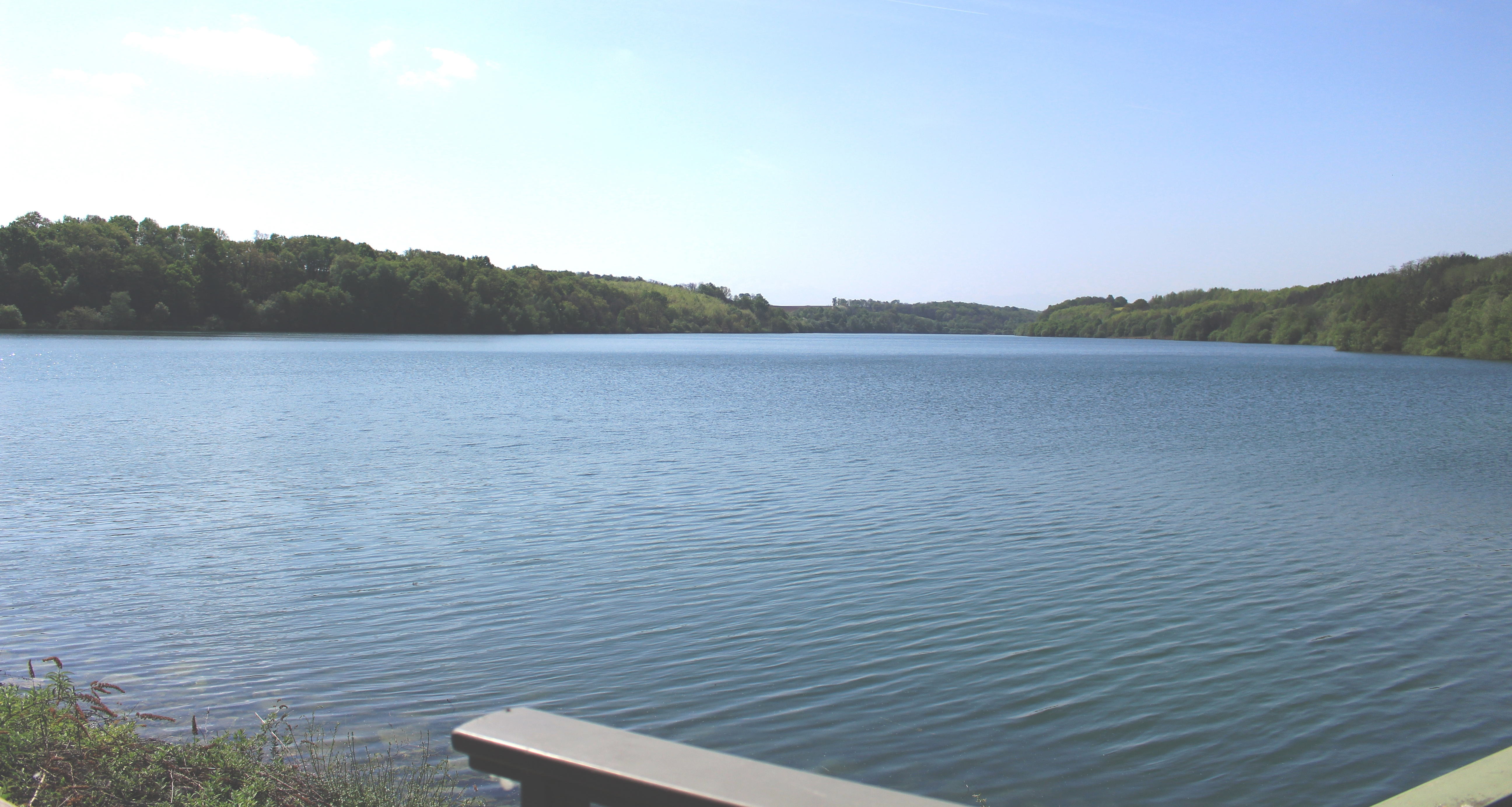
Le réservoir
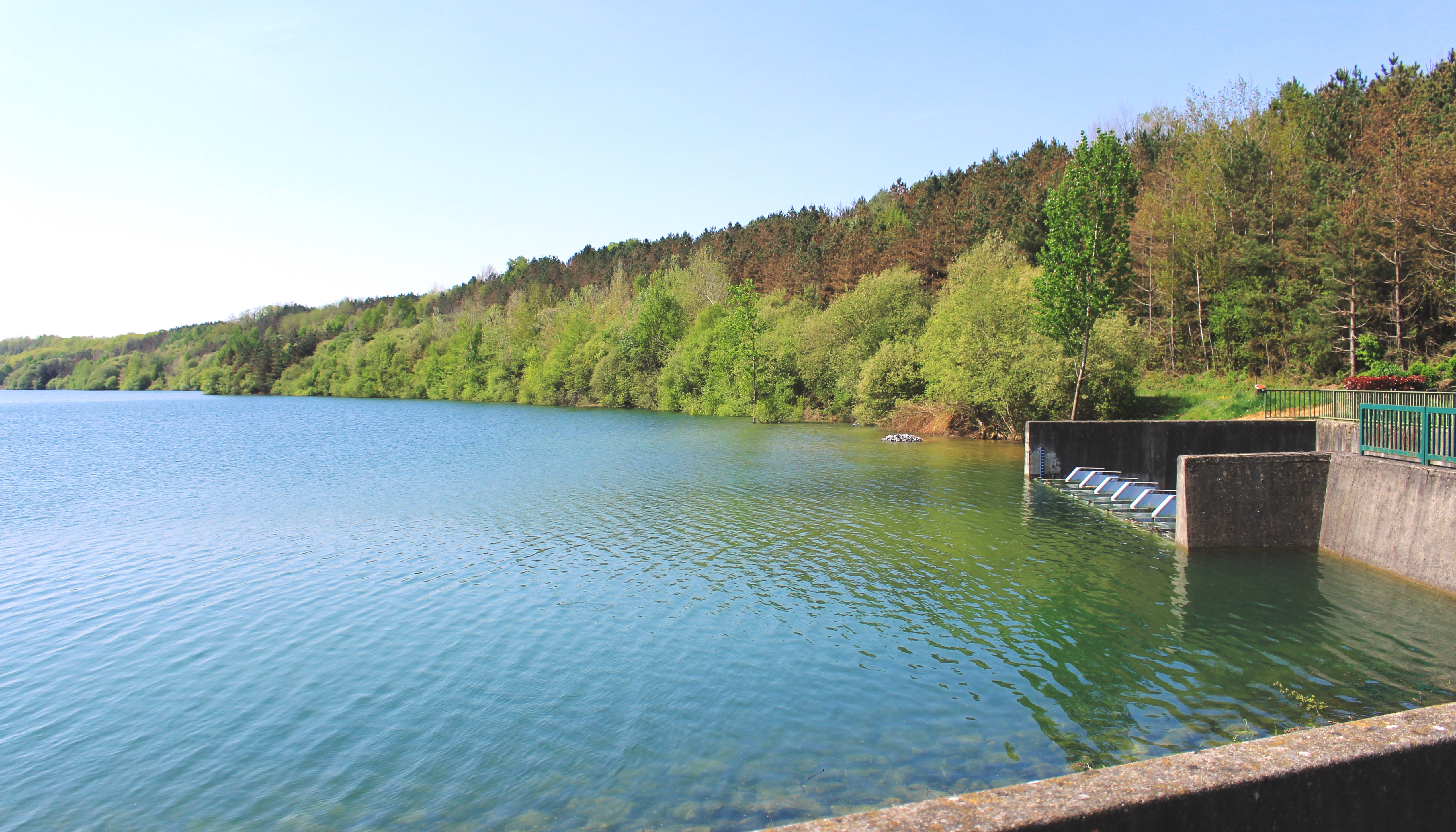
Le trop plein